# Mesoendothyra
Mesoendothyra es un género de foraminífero bentónico de la subfamilia Mesoendothyrinae, de la familia Mesoendothyridae, de la superfamilia Loftusioidea, del suborden Loftusiina y del orden Loftusiida. Su especie tipo es Mesoendothyra izjumiana. Su rango cronoestratigráfico abarca desde el Ladeniense (Triásico medio) hasta el Kimmeridgiense (Jurásico superior).

## Discusión
Clasificaciones previas incluían Mesoendothyra en el suborden Textulariina del orden Textulariida o en el orden Lituolida.

## Clasificación
Mesoendothyra incluye a las siguientes especies:
- Mesoendothyra altineriana †
- Mesoendothyra brassica †
- Mesoendothyra croatica †
- Mesoendothyra dobrogiaca †
- Mesoendothyra involuta †
- Mesoendothyra izjumiana †